# J'assume tout Napoléon
Albums de Serge Lama
Lama père et fils
(1981) Marie, la polonaise : Napoléon volume III
(1984)
J'assume tout Napoléon, sorti en 1982, est le second double album studio de Serge Lama.

## Autour de l'album
Serge Lama ajoute un troisième volet à son épopée napoléonienne en 1984 : Marie, la polonaise : Napoléon volume III, avant de le monter à la scène, cette même année, en une comédie musicale nommée Napoléon.

## Titres
Les textes sont de Serge Lama, les musiques d'Yves Gilbert.
La trame se décompose en quatre parties : L'envol (disque 1 titre 1 à 7) ; La gloire (disque 1 titre 8 à 13) ; Les désillusions (disque 2 titre 1 à 6) ; La solitude (disque 2 titre 7 à 13)
| 1.  | Ouverture (instrumental et chœurs)                | 5:10 |
| 2.  | La Corse est un bateau (chœurs)                   | 1:30 |
| 3.  | Les inc'oyables (chœurs et Serge Lama)            | 2:20 |
| 4.  | La crainte et les intérêts (Serge Lama et chœurs) | 2:10 |
| 5.  | La plus belle de Paris (chœurs et Serge Lama)     | 2:25 |
| 6.  | Debout tous (Serge Lama)                          | 2:45 |
| 7.  | Napoleone (chœurs et Serge Lama)                  | 2:55 |
| 8.  | Cela m'ennuie tous ces cortèges (Serge Lama)      | 4:05 |
| 9.  | Lettre à Joséphine (Serge Lama)                   | 3:50 |
| 10. | À quarante ans (Serge Lama et chœurs)             | 4:00 |
| 11. | Malmaison (Serge Lama)                            | 3:05 |
| 12. | Le pont d'Arcole (Serge Lama et chœurs)           | 3:00 |
| 13. | J'assume tout (Serge Lama et chœurs)              | 3:00 |

| 1.  | Le petit pape (chœurs)                                        | 5:00 |
| 2.  | Si j'avais un enfant d'elle (Serge Lama)                      | 4:30 |
| 3.  | Je n'ai pas volé la couronne (Serge Lama)                     | 1:20 |
| 4.  | Répudiation de Joséphine (Serge Lama)                         | 2:20 |
| 5.  | La complainte du soldat (Serge Lama et chœurs)                | 2:30 |
| 6.  | La retraite de Russie (Serge Lama)                            | 4:50 |
| 7.  | Les charognards (instrumental - Serge Lama et chœurs)         | 3:30 |
| 8.  | Sainte-Hélène (Serge Lama)                                    | 3:00 |
| 9.  | Le mémorial (Serge Lama)                                      | 2:50 |
| 10. | La Montholon (Serge Lama)                                     | 1:45 |
| 11. | Il n'a pas volé la couronne (chœurs)                          | 0:30 |
| 12. | Prière (chœurs)                                               | 0:40 |
| 13. | Comme toujours "le retour des cendres" (Serge Lama et chœurs) | 7:20 |